# Макарий (Знаменский)
Епи́скоп Мака́рий (в миру Дми́трий Васи́льевич Зна́менский; 2 (14) сентября 1877, Ярославская губерния — не ранее 1927) — епископ Русской православной церкви, епископ Краснослободский, викарий Пензенской епархии.

## Биография
Родился 2 сентября 1877 года в семье священника. В 1892 году окончил Ярославское духовное училище. Проложил обучение в Ярославской духовной семинарии, которую окончил в 1898 году. После этого поступил в Киевскую духовную академию, которую окончил в 1902 году лучшим студентом на курсе со степенью степенью кандидата богословия за сочинение «Учение св. апостола Иоанна Богослова в четвертом Евангелии о Лице Иисуса Христа» «с правом получить степень магистра богословия без нового устного испытания чрез представление удовлетворительного для сей степени нового сочинения».
С 17 июня 1903 года — преподаватель в Новгородской духовной семинарии.
С 17 сентября 1905 года — преподаватель в Киево-Софийском духовном училище.
7 ноября 1907 года назначен преподавателем Шамовской церковно-учительской школы Александрийского уезда Херсонской губернии.
27 ноября 1907 года был удостоен учёной степени магистра богословия.
С 1 января 1908 года — законоучитель Шамовской церковно-учительской школы.
С августа 1908 года — заведующий Александро-Грушевской церковно-учительской школы Донской епархии.
С 14 октября 1909 года — преподаватель Нижегородской духовной семинарии. Одновременно с ноября того же года — преподаватель Нижегородского епархиального женского училища.
В марте 1920 года был рукоположён в сан священника. Вскоре возведён в сан протоиерея.
9 августа 1920 года в Воскресенском соборе Арзамаса был хиротонисан во епископа Васильсурского, викария Нижегородской епархии. Хиротонию совершали архиепископ Нижегородский Евдоким (Мещерский) и его викарии: епископ Михаил (Кудрявцев) и Ювеналий (Машковский).
3 (16) июля 1922 года, случайно оказавшись в Нижнем Новгороде, подписал вместе с митрополитом Сергием (Страгородским), архиепископом Евдокимом (Мещерским) и архиепископом Серафимом (Мещеряковым) воззвание о признании обновленческого ВЦУ единственной законной церковной властью. При опубликовании документа в обновленческой печати подпись епископа Макария как малоизвестного архиерея была опущена, и документ получил неофициальное именование «меморандум трёх». В обновленчестве возведён в сан архиепископа.
30 августа 1923 года временно управляющий Нижегородской епархией епископ Балахнинский Филипп (Гумилевский) в своём рапорте Патриарху Тихону докладывал, что епископ Макарий уклонился в обновленчество и не может оставаться на кафедре в Макарьеве, и даже в случае раскаяния, его пребывание в Макарьеве «явится для верующих соблазном»
Принёс покаяние, и 25 сентября (8 октября) 1923 года принят Патриархом Тихоном в общение с Церковью.
В том же году назначен епископом Лукояновским, викарием Нижегородской епархии, но в управление не вступил. Проживал в Макарьеве.
9 мая 1924 года назначен епископом Краснослободским, викарием Пензенской епархии. Однако 14 мая того же года ему был запрещён выезд за пределы епархии.
В декабре 1924 году некоторые священники Нижнего Новгорода, ощутив необходимость в апологетической литературе, чтобы иметь возможность давать достойные ответы во время различных диспутов, которые устраивали безбожники, решили собираться и обсуждать, что возможно здесь сделать. Среди других обычно присутствовали митрополит Сергий (Страгородский), епископ Леонтий (Устинов) и епископ Макарий (Знаменский). Вскоре за ними началась слежка. 26 февраля 1925 года участники лекций на месяц были заключены в нижегородскую тюрьму.
15 марта 1926 года участвовал в епископской хиротонии Онисима (Пылаева), а 27 марта — Евгения (Кобранова).
До начала 1927 года епископ Макарий был временно управляющим Сергачским викариатством и при этом сохранял титул епископа Краснослободского.
6 апреля 1927 года на Сергачскую кафедру был назначен другой епископ — Преосвященный Петр (Савельев).
7 сентября 1927 года на Краснослободскую кафедру был назначен епископ Кирилл (Соколов). Дальнейшая судьба епископа Макария доподлинно неизвестна.
Информация о том, что его имя в миру было Константин Иванович Знаменский, а также данные о его аресте 3 февраля 1938 года, осуждении 25 февраля «тройкой» как «участника к/р церковно-монархической организации» и расстреле 28 февраля в Иркутске неверны и появились из-за путаницы с обновленческим епископом Константином Знаменским.
Высказывалось предположение, что епископ Макарий скончался в 1927 году.

## Комментарии
1. ↑   Список принятых в общение с Святейшим Патриархом
1. Епископ Серафим Муромский — 13.08
2. Епископ Поликарп Лукояновский — 25.08
3. Архиепископ Николай, б. Тобольский — 25.08
4. Епископ Александр Павловский Нижегородской епархии — 25.08
5. Епископ Макарий Васильсурский Нижегородской епархии — 25.09
6. Епископ Макарий (Опоцкий) — без права священнослужения — 9.10
7. Епископ Филипп — 9.10[7]